# Miguel Ángel Asturias

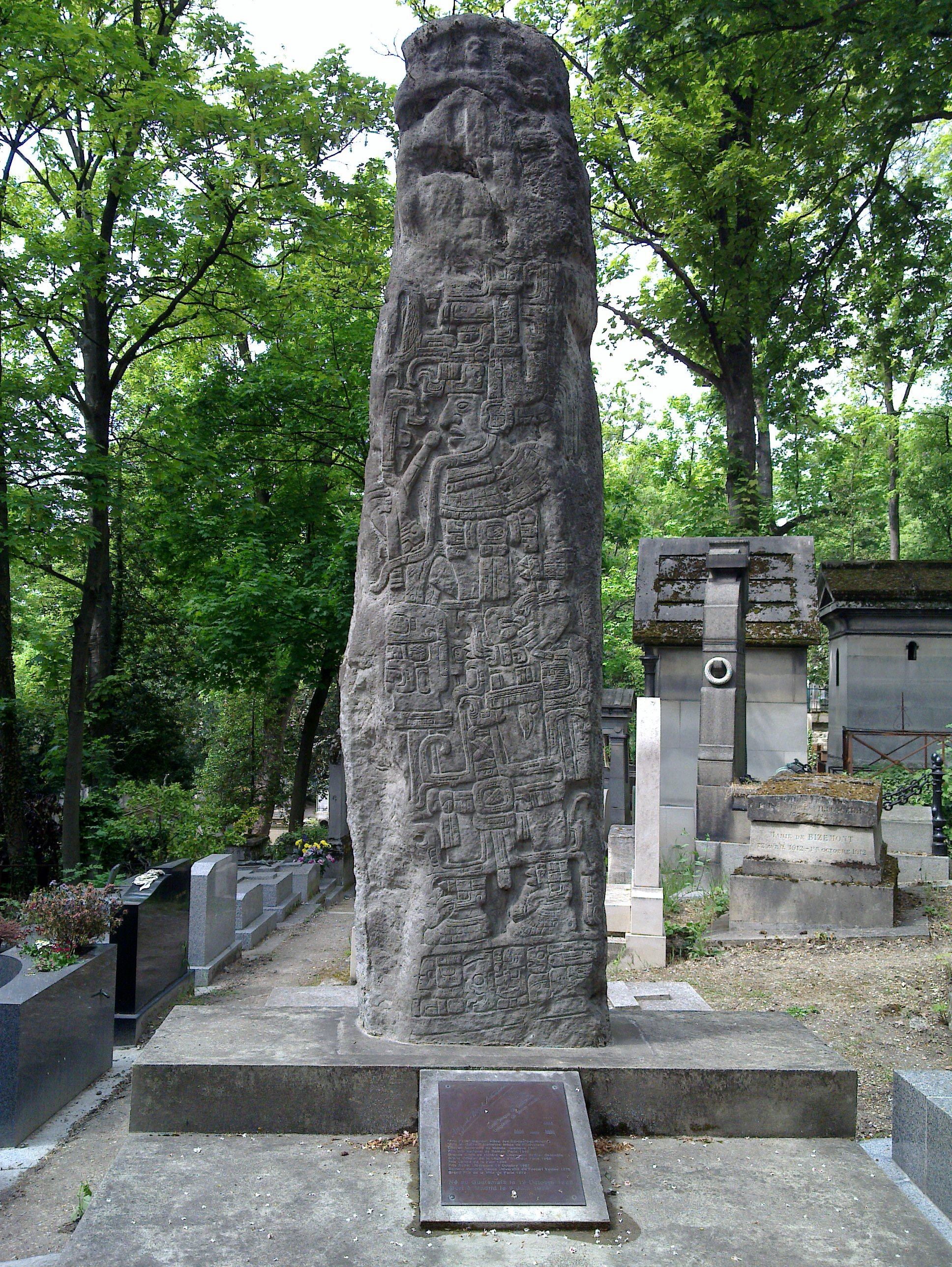
Grób Miguela Ángela Asturiasa na cmentarzu Père-Lachaise w Paryżu

Miguel Ángel Asturias (ur. 19 października 1899 w Gwatemali, zm. 9 czerwca 1974 w Madrycie) – gwatemalski powieściopisarz  , poeta , dziennikarz, opozycjonista i dyplomata. Laureat Nagrody Nobla w dziedzinie literatury w 1967 za wybitne osiągnięcia twórcze, u podłoża których leży zainteresowanie obyczajami i tradycją Indian Ameryki Łacińskiej. Na początku lat 50. XX wieku ambasador Gwatemali w Salwadorze, a od 1966 do 1970 we Francji . Znany głównie dzięki eksperymentalnej  powieści Pan Prezydent (El señor Presidente) opisującej rozpad więzi społecznych pod dyktatorskimi rządami .
Przedstawiciel nurtu realizmu magicznego , w swych powieściach posługiwał się prozą poetycką. Twórczość głęboko osadzona w kulturze Majów. Zaangażowany
politycznie po stronie ruchów lewicowych, sprzeciwiał się rządom dyktatorskim i eksploatacji przez wielkie korporacje.

## Życiorys
Urodził się 19 października 1899 w mieście Gwatemala w Gwatemali . Syn nauczycielki i sędziego, który po dojściu do władzy Manuela Estrady Cabrery (dyktatora w latach 1898-1920) stracił pracę, wraz z rodziną opuścił miasto Gwatemalę i udał się do miasta Salama. Rodzina młodego Miguela ponownie zamieszkała w stolicy, kiedy ten miał 8 lat. W 1920 uczestniczył, jako student uniwersytetu San Carlos w Gwatemali, w udanym powstaniu przeciw dyktaturze Estrady. Następnie zaangażował się w tworzenie Uniwersytetu Ludowego w Gwatemali, w którym na wieczornych kursach nauczyciele-entuzjaści uczyli bezpłatnie robotników. Asturias interesował się problemami socjalnymi Indian. Napisana na ten temat praca przyniosła mu uznanie na wydziale prawa. Rodzice postanowili wysłać go na studia do Europy. Zamierzał studiować prawo na uniwersytecie w Londynie, w końcu jednak znalazł się na Sorbonie w Paryżu, gdzie od 1923 , przez pięć lat studiował religioznawstwo i etnologię ). Razem z Meksykaninem Gonzalesem de Mendozą przetłumaczył na język francuski, pod okiem profesora Georges’a Raynauda, dwie święte księgi tego plemienia: „Popol Vuh” i „Chilam Balam”.
Na studiach zainteresował się genealogią własnego rodu: hiszpański przodek jego ojca przybył do Ameryki w XVII w. z Asturii (stąd nazwisko Asturias), matka natomiast, po której odziedziczył rysy twarzy, była przedstawicielką plemienia Majów. Efektem tej fascynacji były wydane w 1930 „Legendy gwatemalskie”: poetycka interpretacja mitologii Majów. W ukazaniu specyficznej mentalności Indianina, któremu trudno oddzielić to, co rzeczywiste od tego, co wyśnione, wyobrażone lub urojone, dopomógł pisarzowi surrealizm, z którym zetknął się w Paryżu. „Legendy gwatemalskie” uznano za utwór, który zapoczątkował w literaturze latynoamerykańskiej zjawisko zwane „realizmem magicznym”. Pierwszą powieść pt. „Pan prezydent” Asturias pisał na początku lat 30. w Paryżu, ale z przyczyn politycznych wydał ją dopiero w 1946 r., i to na własny koszt. Utwór, wykorzystując doświadczenia pisarza z lat młodzieńczych oraz wątki z życiorysu Estrady Cabrery, stanowił mroczny i sugestywny wizerunek klasycznego latynoamerykańskiego despoty. W powieści połączył Asturias „realizm magiczny” z innym – zaangażowanym społecznie – nurtem własnej twórczości.
W 1928 pisarz odbył podróże po Kubie i Gwatemali z wykładami, które zebrał w książce „Stworzenie nowego życia”. W 1933 powrócił do ojczyzny, rządzonej przez dyktatora Jorge Ubico. Rozpoczął pracę jako dziennikarz (głównie radiowy), a po następnym zamachu stanu i dojściu do władzy Juan José Arévalo Bermejo (demokratycznego prezydenta w latach 1944-1951) podjął służbę dyplomatyczną . Był attaché kulturalnym w Meksyku  i Argentynie , później ambasadorem w Salwadorze. Zajmując placówkę w Buenos Aires napisał powieść, cenioną przez wielu krytyków jako jego największe osiągnięcie literackie – „Ludzie z kukurydzy”. Pisarz przeciwstawił w niej wartościom kultury łacińskiej wartości na wpół fantastycznego świata Majów. W latach 50. wydał tzw. „Bananową Trylogię”, na którą składały się powieści: „Huragan” (1950), „Zielony papież” (1954) i „Oczy pogrzebanych” (1960). W opinii wielu krytyków Asturias poświęcił w tych utworach sztukę na ołtarzu polityki; odchodząc od „realizmu magicznego”, zaangażował się w protest przeciw dominacji USA w Ameryce Środkowej. Pisał: „Uważam, że funkcja naszej literatury zasadza się zawsze na tym, by opowiedzieć o cierpieniach ludu. Wydaje mi się, że literatura tego typu nie może być czystą literaturą, przynoszącą tylko zadowolenie i poprzestającą na pięknie”.
W 1954, gdy do władzy doszedł popierany przez rząd amerykański Carlos Castillo Armas (dyktator wojskowy w latach 1954-1957), Asturias został pozbawiony obywatelstwa i wyrzucony z kraju. Początkowo żył w Chile, później w Buenos Aires (stolicy Argentyny), gdzie pracował jako korespondent wenezuelskiej gazety „Nacional” i konsultant w wydawnictwie. Tam ożenił się z Argentynką, Blancą Mora y Aruajo. Kiedy w 1962 sytuacja polityczna w Buenos Aires zaczęła się zaostrzać, pisarz wyemigrował do Włoch. Po zamieszkaniu w Genui napisał dwie powieści historyczne, opowiadające o konfrontacji kultury indiańskiej z europejską: „Niejaka Mulatka” (1963) i „Zły złodziej” (1969). W 1965 opublikował swój najgłośniejszy cykl wierszy, poświęcony życiu Majów: „Wigilia święta wiosennego światła”.
W 1966 otrzymał Leninowską Nagrodę Pokoju , po czym wkrótce Julio César Méndez Montenegro (cywilny prezydent Gwatemali w latach 1966-1970) przywrócił mu obywatelstwo i powierzył stanowisko ambasadora we Francji . W następnym roku dostał literacką Nagrodę Nobla  . W wykładzie z okazji jej otrzymania Asturias mówił o różnicy kultur: „nasze powieści wydają się Europejczykom pozbawione logiki i zdrowego rozsądku. Jednak są one straszne wcale nie dlatego, że chcemy straszyć czytelnika. Są one straszne, ponieważ z nami dzieją się rzeczy straszne”.
W 1970 był przewodniczącym jury konkursu głównego na 23. MFF w Cannes. W tym samym roku
zrezygnował ze służby w dyplomacji. Od tego momentu do śmierci poświęcił się całkowicie literaturze. Napisał kilka książek zawierających głównie opowiadania i eseje.
Zmarł w Madrycie 9 czerwca 1974 roku, w wieku 75 lat . Pochowany na cmentarzu Père-Lachaise w Paryżu.

## Publikacje
- Legendy gwatemalskie (1930)[1]
- El señor Presidente (1946)[1] , wyd. polskie Pan Prezydent (2025, Państwowy Instytut Wydawniczy, ISBN: 978-83-8196-747-1)[6]
- Stworzenie nowego życia (1928)
- Ludzie z kukurydzy (Hombres de maiz) 1949 – zbiór opowiadań[1]
- Bananowa Trylogia (trylogia powieściowa):
  - Huragan (Viento fuerte, 1950)
  - Zielony papież (El papa verde, 1954)[1] 
  - Oczy pogrzebanych (Los ojos de los enterrados, 1960)
- Niejaka Mulatka (1963, wyd w Polsce 1977[2] )
- Zły złodziej (1969)
- Wigilia święta wiosennego światła (1965)
- Bolesny piątek (Viernes de dolores, 1972)
- Zwierciadło Lidy Sal[7]